# Scuola primaria

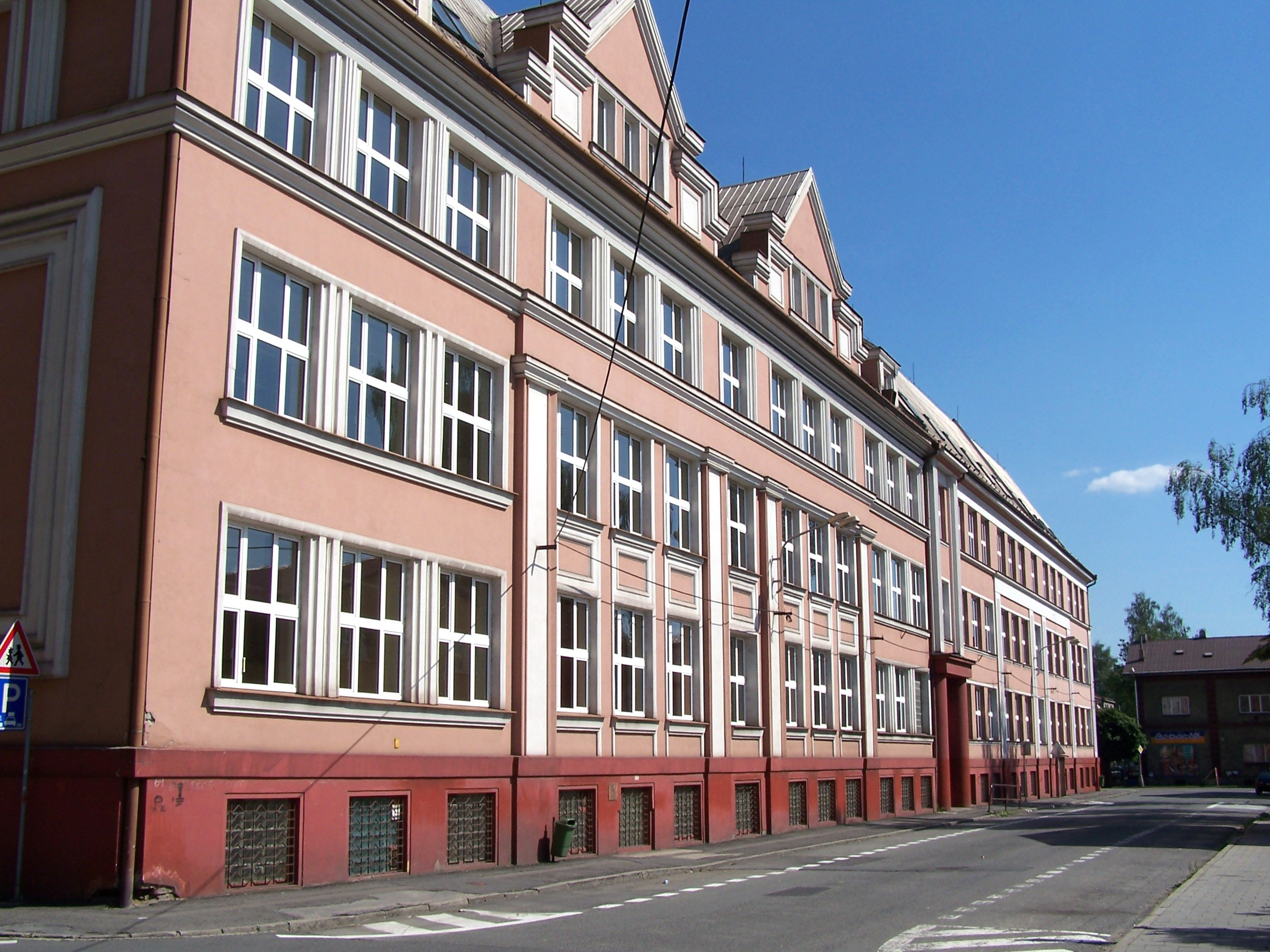
Una scuola primaria a Český Těšín in Repubblica Ceca

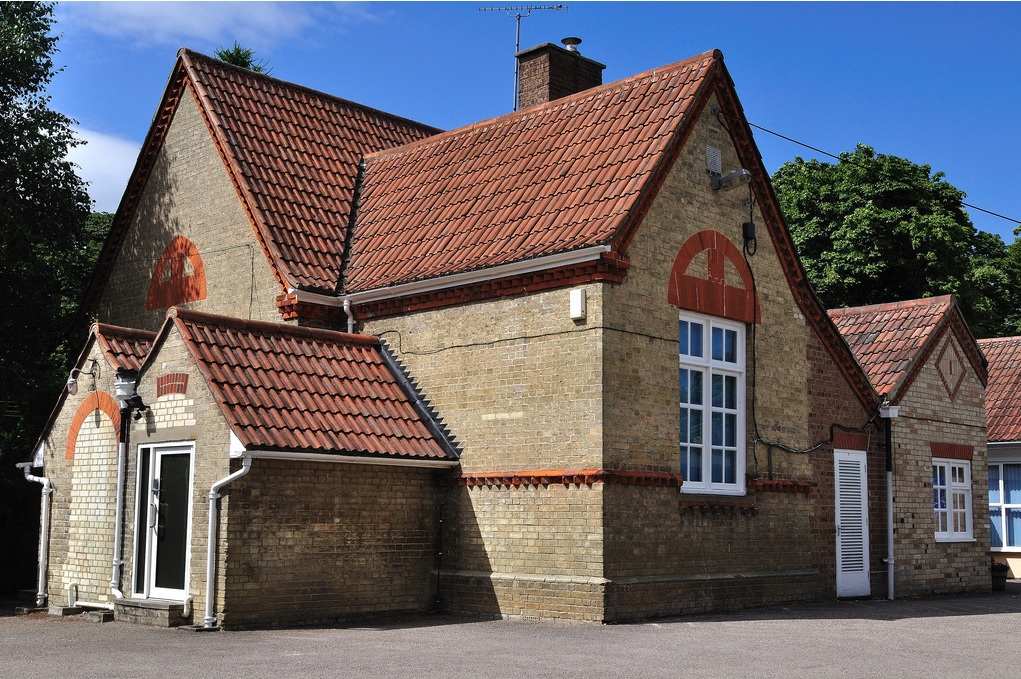
Una piccola scuola primaria a Norfolk in Inghilterra

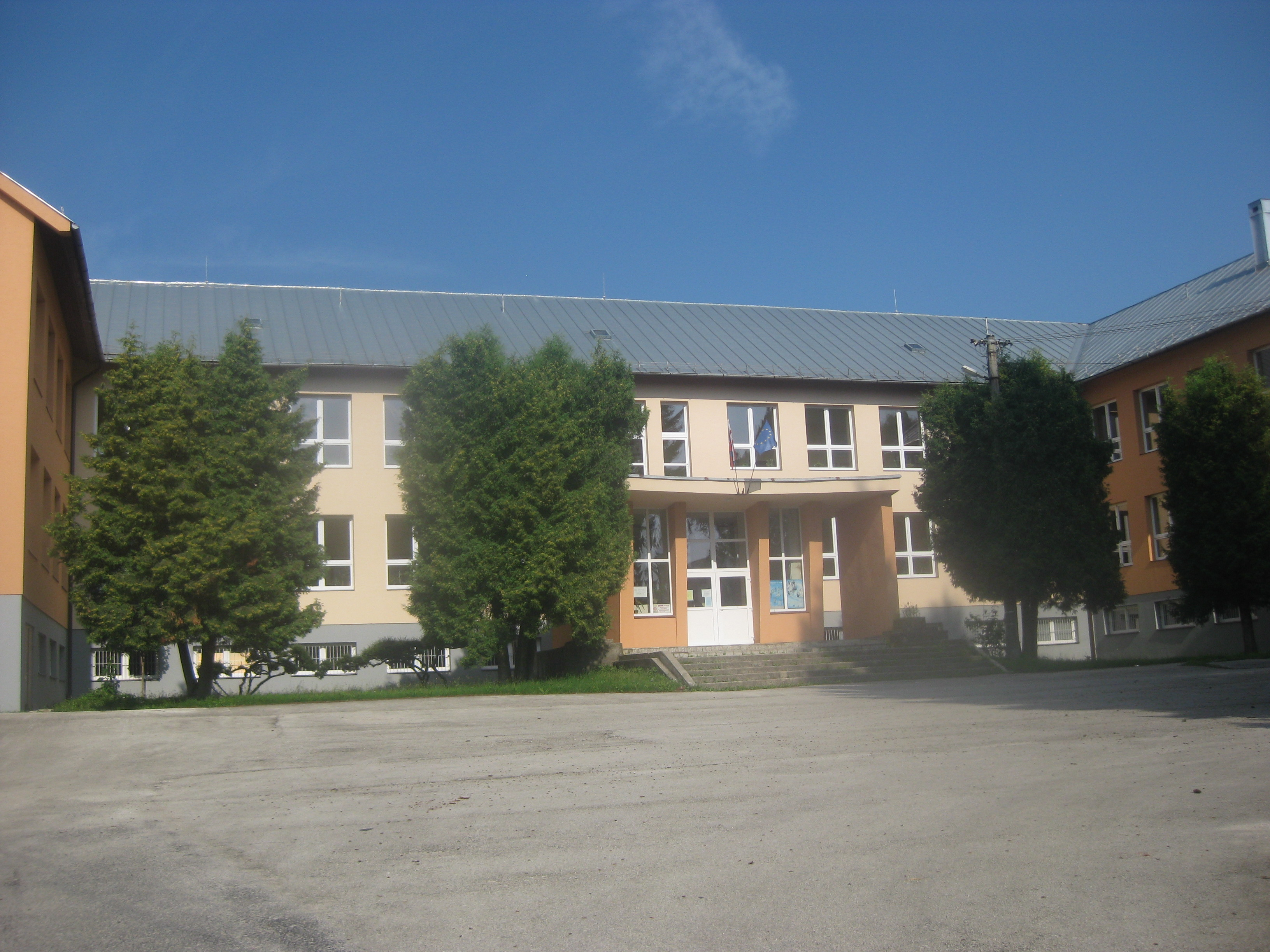
Una scuola elementare a Višňové in Slovacchia

La scuola primaria o scuola elementare è la scuola in cui gli alunni, di età compresa fra i 6 e gli 11 anni circa, ricevono l'educazione primaria o elementare.

## Descrizione
L'espressione "scuola primaria", derivante dal francese école primaire, si è poi diffusa nei paesi anglosassoni. Il termine "elementare" fa riferimento al fatto che nella scuola così definita si insegnano le basi della conoscenza, gli elementi fondamentali della scienza, dell'arte, dello studio. Nella classificazione ISCED (International Standard Classification of Education), la scuola primaria rappresenta il livello 1 dell'istruzione, nel quale vengono fornite le competenze di base in lettura, scrittura e matematica, e si gettano delle fondamenta solide per l'apprendimento in generale.
È la prima fase dell'istruzione obbligatoria in molte parti del mondo ed è normalmente disponibile a titolo gratuito, ma può essere offerta anche in una scuola privata a pagamento. Talvolta è usato il termine "scuola di grado", anche se questo termine può riferirsi sia all'istruzione primaria sia all'istruzione secondaria.

## Nel mondo
In vari Stati del mondo è detta scuola primaria, soprattutto nel Regno Unito e in molti Stati del Commonwealth, e nella maggior parte delle pubblicazioni dell'Organizzazione delle Nazioni Unite per l'educazione, la scienza e la cultura (UNESCO).

### Italia
La scuola primaria o elementare è normalmente suddivisa in cinque classi, in Italia complessivamente chiamate "le elementari".